# Risoluzione 194 del Consiglio di sicurezza delle Nazioni Unite
La risoluzione 194 del Consiglio di sicurezza delle Nazioni Unite, adottata all'unanimità il 25 settembre 1964, ha riaffermato le sue precedenti risoluzioni su Cipro e ha esteso il periodo di stazionamento della Forza di pace delle Nazioni Unite a Cipro per altri 3 mesi, con il termine del 26 dicembre 1964.